# Perissogorgia vitrea
Perissogorgia vitrea är en korallart som beskrevs av Bayer och Carlo de Stefani 1989. Perissogorgia vitrea ingår i släktet Perissogorgia och familjen Primnoidae. Inga underarter finns listade i Catalogue of Life.